# ايمانويل شرينر
ايمانويل شرينر (بالألمانية: Emanuel Schreiner) هو لاعب كرة قدم نمساوي في مركز ظهير ‏، ولد في 2 فبراير 1989 في اشتاير في النمسا. لعب مع لاسك لينتس ونادي رايندورف آلتاخ ونادي رييد.

## وصلات خارجية
- ايمانويل شرينر على موقع قاعدة بيانات كرة القدم.إي يو (الإنجليزية)
- ايمانويل شرينر على موقع Soccerway.com (الإنجليزية)
- ايمانويل شرينر على موقع عالم كرة القدم.نت (الإنجليزية)